# Lozova, Șarhorod
Lozova (în ucraineană Лозова) este localitatea de reședință a comunei Lozova din raionul Șarhorod, regiunea Vinnița, Ucraina.

## Demografie
Componența lingvistică a localității Lozova
     Ucraineană (98,83%)
     Rusă (1,02%)
     Alte limbi (0,07%)
Conform recensământului din 2001, majoritatea populației localității Lozova era vorbitoare de ucraineană (98,83%), existând în minoritate și vorbitori de rusă (1,02%).